# Köln im Film
Köln im Film e. V. ist ein 2013 gegründeter gemeinnütziger eingetragener Verein mit Sitz in Köln. Ziel des Vereins ist die Erforschung und öffentliche Präsentation der Kölner Film- und Kinogeschichte. Neben öffentlichen Veranstaltungen und Stadtführungen verwaltet der Verein eine umfassende Datenbank von Filmen aus und über Köln. Von 1997 bis 2013 trug der Verein FilmInitiativ Köln die Aktivitäten von Köln im Film.
Köln im Film ist zudem Mitglied bei KINOaktiv e. V., einem Interessenverband der freien Filmkulturszene in Köln.

## Aktivitäten
Der Verein verwaltet und arbeitet an einer umfassenden Datenbank von mittlerweile über 6.500 Filmbeiträgen aus und über Köln. Kriterium für die Film- und Fernsehbeiträge, die in der Datenbank erfasst werden, ist ihr Bezug zur Stadt Köln. Ausgewählte Filme und Filmausschnitte werden in einer digitalen Filmdatenbank online zur Verfügung gestellt, bis 2020 geschah dies in Kooperation mit dem Kulturserver. Ebenso werden die für die Kölner Filmgeschichte zentralen Regisseure und Regisseurinnen, Schauspieler und Schauspielerinnen, Kameraleute in der Datenbank erfasst. Der Verein forscht zudem zur Kölner Kinogeschichte und arbeitet diese in Bezug auf Orte, Personen und Filmgeschichte auf.
Seit 2001 organisiert der Verein Filmvorführungen in ausgewählten Kinos, bei denen die Rechercheergebnisse sowie Archivmaterial präsentiert werden. Thematische Schwerpunkte sind dabei unter anderem die kritische Aufarbeitung von Geschichte im Film der Kölner Stadtgeschichte während der NS-Zeit in Kooperation mit dem NS-Dokumentationszentrum oder eine Reihe zur filmischen Geschichte der Migration in Kooperation mit DOMiD. Köln im Film hat im Rahmen von Veranstaltungen und Filmreihen u. a. mit dem Rheinischen Bildarchiv, dem Friedensbildungswerk Köln, dem Haus der Architektur Köln, dem Museum Ludwig und dem Kölnischen Kunstverein kooperiert.
Köln im Film bietet zudem seit 2010 Stadtführungen an, in denen die lokale wie regionale Kinogeschichte vermittelt wird.
Im Kölnischen Stadtmuseum fand 2016 die Ausstellung Grosses Kino – 120 Jahre Kölner Kinogeschichte statt. Dort wurden „mehr als 150 teils noch nie gezeigte Originalobjekte, Fotografien und historische Filme“ ausgestellt. Die Ausstellung beschäftigte sich mit der Verbindung von Kino- und Stadtgeschichte, wie es Horst Peter Koll auf filmdienst.de beschrieb, und basierte auf den kurz zuvor mit dem Titel Kino in Köln. Von Wanderkinos, Lichtspieltheatern und Filmpalästen veröffentlichten Recherchen des Vereins.

## Drehbuchpreis KölnFilm
Köln im Film (damals unter dem Namen FilmInitiativ Köln) vergab bis heute zwei Mal den Drehbuchpreis KölnFilm, der mit 15.000 € dotiert ist und von der Imhoff Stiftung unterstützt wurde.

### Preisträger 2005
- Markus Mischkowski und Kai Maria Steinkühler: Treatment von „Southern Comfort“.
- Heinz Cadera: Treatment „Der kleine Friedemann und der große Krieg“ (Lobende Erwähnung)

### Preisträger 2007
- Sabine Bernardi: Treatment „Gay Romeos“
- Dennis Todorović: Treatment „Sascha“ (Lobende Erwähnung)
- Baris Aladag und Denis Moschitto: Treatment „Gabriel“ (Lobende Erwähnung)

## Publikationen
- Köln im Film - Filmgeschichte(n) einer Stadt, Emons Verlag, 2004, ISBN 978-3-89705-344-1.
- Kino in Köln. Von Wanderkinos, Lichtspieltheatern und Filmpalästen, Emons Verlag, 2016, ISBN 978-3-95451-869-2.